# Amplificador

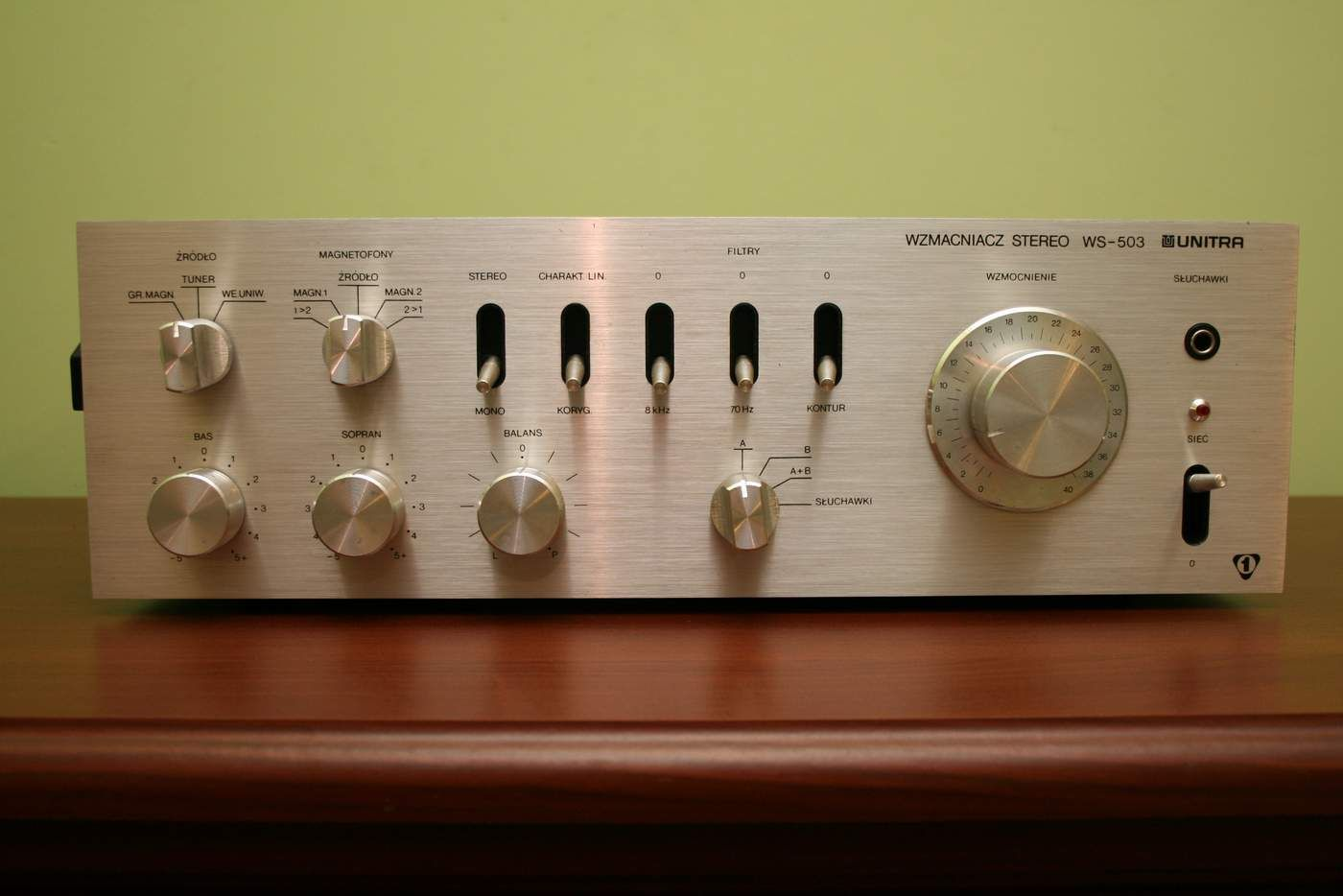
Amplificador de potència d'àudio estèreo fabricat per Unitra

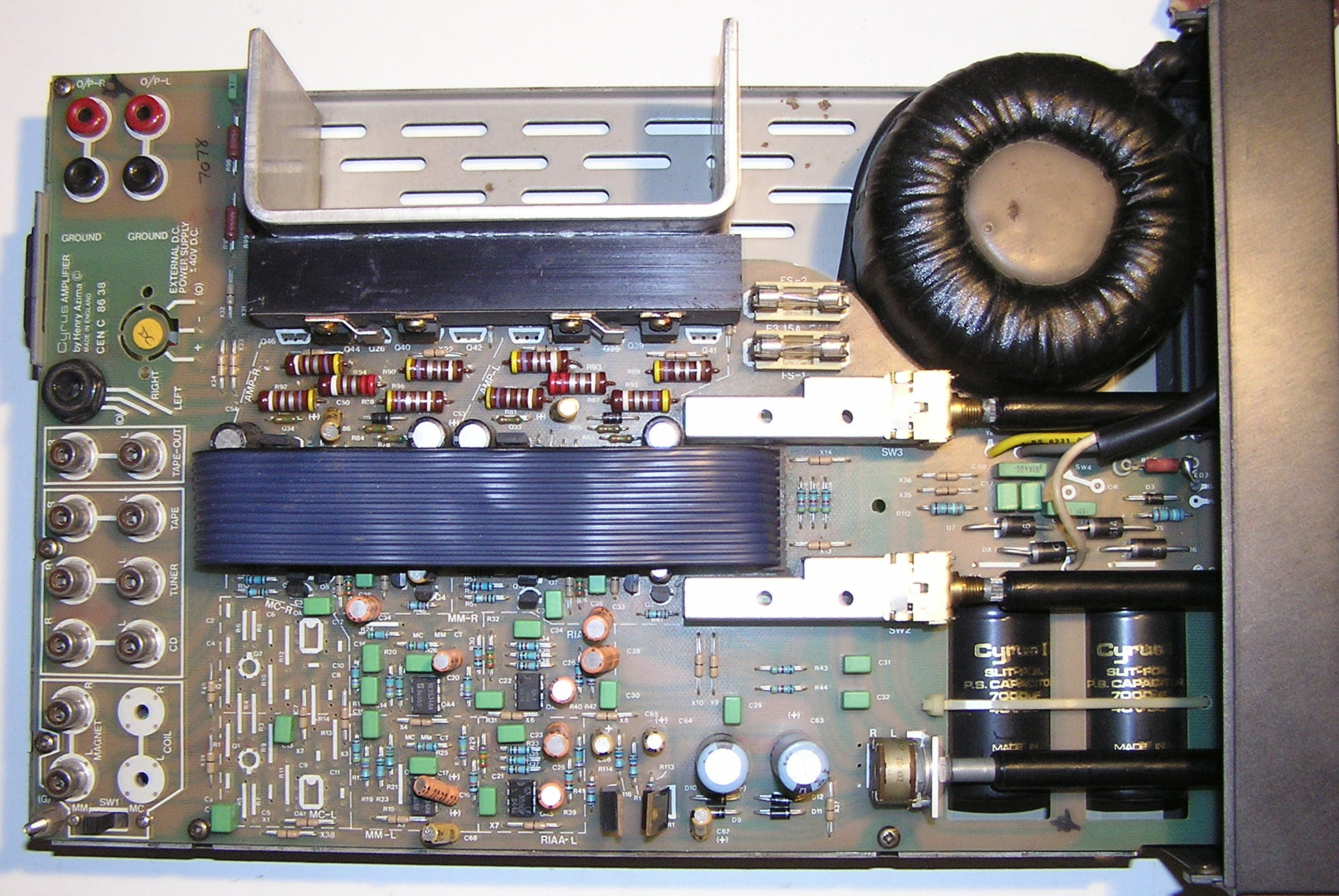
Vista interna de l'amplificador d'àudio integrat Michonne Cyrus 1 Hi-Fi (1984)

Una connexió senzilla d'un amplificador amb un transistor. Una petita tensió de CA d'entrada s'amplifica molt a la sortida.

Un amplificador és un dispositiu que augmenta l'amplitud d'una magnitud física, normalment el voltatge o la corrent. El terme també es pot utilitzar per a amplificadors de força, pressió i altres. Tots ells tenen en comú que tenen una determinada amplada de banda i guany. Normalment, hi ha una compensació entre l'amplada de banda i el guany, a causa de la funcionalitat dels components i l'esforç per mantenir el soroll al mínim.
Un amplificador de potència d'àudio (o amplificador de potència) és un amplificador electrònic que amplifica senyals d'àudio electrònics de baixa potència com el senyal d'⁣un receptor de ràdio o una guitarra elèctrica a un nivell prou alt per a impulsar altaveus o auriculars. Els amplificadors de potència d'àudio estan presents en tota mena de sistemes de so, inclosos els sistemes per reforçar el so, els sistemes d'àudio domèstics i de megafonia, i els amplificadors per a instruments musicals com els amplificadors de guitarra. És l'última etapa electrònica d'una cadena de reproducció d'àudio típica abans que el senyal s'enviï als altaveus.
Les etapes anteriors d'aquesta cadena són els amplificadors d'àudio de baixa potència que duen a terme tasques com ara la preamplificació del senyal (això està especialment relacionat amb els discos giratoris, senyals de micròfons i senyals d'instruments elèctrics d'instruments com guitarres i baixos elèctrics), equalització (p. ajustant els greus i els aguts), controls de to, mesclant diferents senyals d'entrada o afegint efectes electrònics com la reverberació. Les entrades també poden tenir altres fonts d'àudio, com ara tocadiscos, reproductors de CD, dispositius d'àudio digital i platines de casset. La majoria dels amplificadors de potència d'àudio requereixen aquestes entrades de baix nivell, que són de nivell de línia.

## Història

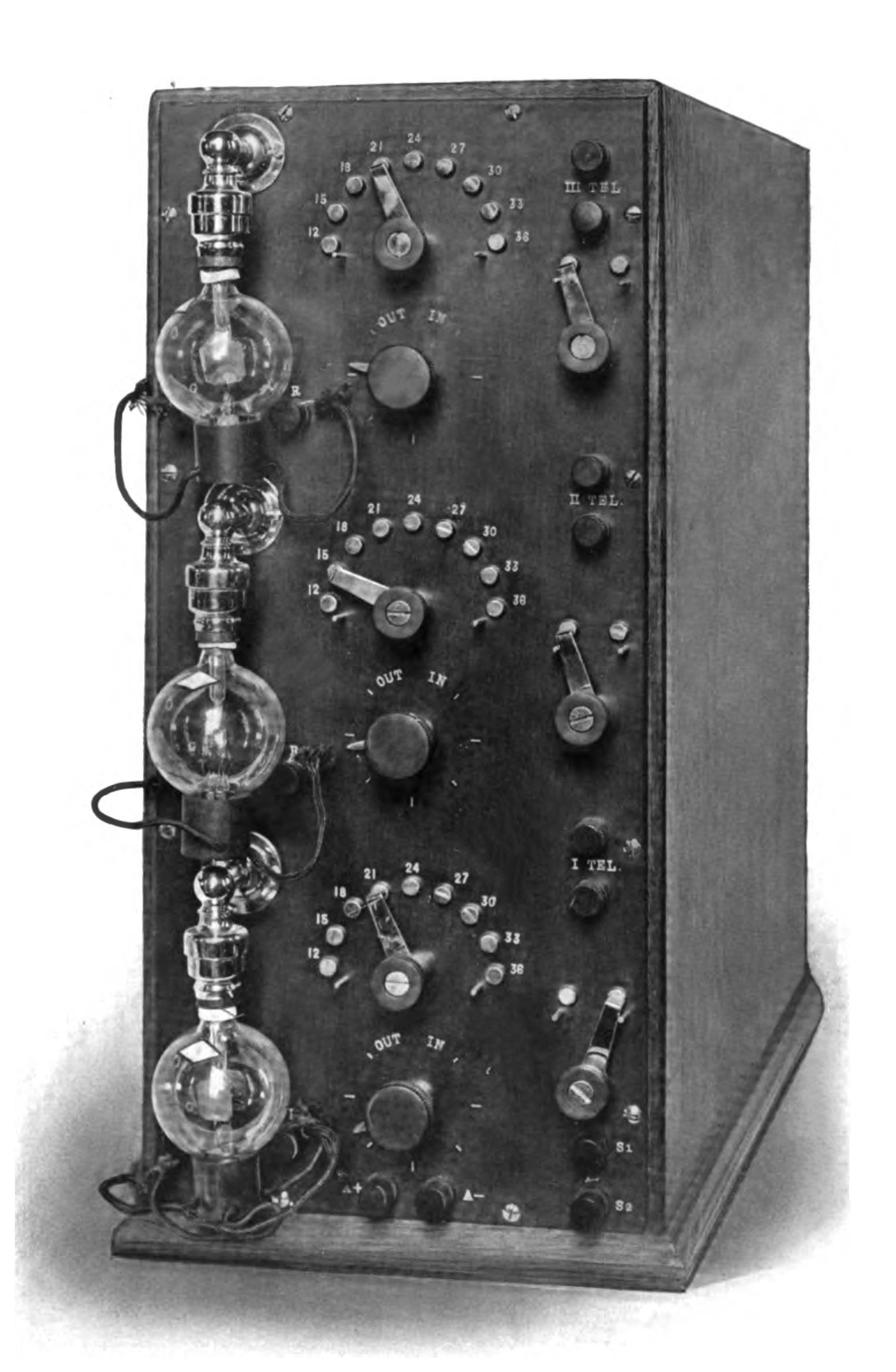
Prototip d'amplificador d'àudio de Lee De Forest de 1914.

L'amplificador d'àudio va ser inventat per Lee de Forest al voltant de 1912, que va fer possible, a través de la invenció del primer component elèctric amplificador pràctic, el tub termoiònic el 1907. Un tríode era un dispositiu de tres puntes amb una graella de control que podia modular el flux d'electrons del filament a la placa. L'⁣amplificador de buit tríode es va utilitzar per fer la primera ràdio AM. Els primers amplificadors de potència d'àudio es basaven en tubs d'aquest tipus i alguns van aconseguir una qualitat de so extremadament alta, com l'amplificador Williamson de 1949.
Els amplificadors de potència d'àudio basats en transistors es van popularitzar quan es van distribuir de manera generalitzada transistors de baix cost a finals dels anys seixanta. Des de la dècada de 1970, la majoria dels amplificadors d'àudio moderns s'han basat en transistors semiconductors, especialment el transistor d'unió bipolar (BJT) i el transistor d'efecte de camp d'òxid metàl·lic-semiconductor (MOSFET). Els amplificadors basats en transistors són més lleugers, més fiables i requereixen menys manteniment que els amplificadors de tubs.
El MOSFET, inventat per Mohammed Attala i Devon Kahn als Bell Labs el 1959, va ser adaptat a la potència sonora per Jun-ichi Nishizawa a la Universitat de Tohoku el 1974. Yamaha aviat va iniciar la producció de fonts d'alimentació per als seus amplificadors d'àudio d'alta fidelitat i també va començar a fabricar amplificadors amb MOSFET de potència el 1974. El 1977, Hitachi va introduir la potència tipus A (difosa lateralment). Hitachi va ser l'únic fabricant entre 1977 i 1983, període durant el qual va ser utilitzat en amplificadors de potència d'àudio per fabricants com els (sèrie V) i, utilitzats per a música i sistemes de megafonia. Els amplificadors de classe D van tenir èxit a mitjan dècada de 1980 quan van estar disponibles amplificadors econòmics i de canvi ràpid. Molts amplificadors de transistors fan servir dispositius a les seves seccions de potència perquè la seva corba de distorsió és més semblant a un tub.
El desenvolupament dels amplificadors va ser sens dubte una part important del desenvolupament i la popularització de l'electrònica com a branca de l'enginyeria elèctrica, on es van crear circuits electrònics cada cop més complexos, moderns, més petits, més barats i més eficients a partir dels primers circuits més simples de totes les àrees de l'electrònica.

## Transistor
Els transistors i molts altres elements actius electrònics es poden considerar interruptors electrònics controlats per dret propi. En polaritzar cap endavant la base del transistor com es mostra a la figura, el transistor es converteix en conductor i fa passar el corrent elèctric a través de la càrrega en forma de bombeta.
Substituint la bombeta per una resistència de càrrega i aplicant voltatge alterna a l'entrada, el transistor encara pot conduir el corrent en una sola direcció, amplificant només un mig període positiu del senyal d'entrada altern. Com que cada element electrònic actiu ha d'amplificar simètricament ambdós semiperíodes del senyal elèctric, se li subministra una tensió de polarització específica (tub d'electrons o transistor unipolar) o corrent de base (transistor bipolar) per a aquest propòsit. D'aquesta manera, el punt de funcionament del transistor se situa a la regió de funcionament situada en algun lloc del mig de la característica de transferència, entre la regió de parada i la saturació. La figura 3 (a dalt) mostra un circuit electrònic simplificat on un transistor pot amplificar els dos mitjos períodes d'un senyal elèctric. Les figures 4 i 5 (a dalt) mostren dues formes de realització d'aplicació de corrent de base a un transistor bipolar per establir el punt de funcionament a la posició desitjada. El rendiment de la figura 5 és sens dubte molt més favorable, perquè també aconsegueix l'estabilització tèrmica del corrent del col·lector del transistor.

## Tipus d'amplificadors
Els amplificadors que serveixen per reproduir senyals en el rang de freqüències sonores, es poden dividir en preamplificadors de baixa freqüència, la tasca dels quals és amplificar el senyal de to del micròfon, els altaveus magnètics del tocadiscos o el capçal de to de lagravadora en un senyal elèctric amb característiques adequades per a l'excitació del preamplificador amb correctors de to, amb el menor soroll possible, d'un amplificador de potència de baixa freqüència, que al final de la cadena de reproducció electroacústica hauria d'excitar l'altaveu per reproduir el so. Els amplificadors es poden dissenyar com a amplificadors amb amplificació de senyal elèctrica analògica amb la instal·lació de tubs electrònics, transistors bipolars o unipolars i diversos circuits integrats. Els amplificadors, però, també es poden fer com a dispositius digitals on el senyal elèctric es processa en forma digital.

## Amplificador amb un transistor

Conjunt de base comuna

Connexió del col·lector comú

Unió emissor comú

Un amplificador amb un transistor actua bàsicament com a preamplificador i pot actuar com a amplificador en la connexió d'una base, col·lector o emissor comú, on cadascun dels dissenys esmentats té alguns avantatges i inconvenients. En els conjunts mostrats (fotos de la dreta), la configuració del punt de funcionament es realitza de la mateixa manera en els tres conjunts, utilitzant una resistència. {\displaystyle R_{1}}, {\displaystyle R_{2}} i {\displaystyle R_{3}}, on la resistència {\displaystyle R_{3}} redueix la dependència tèrmica del corrent del col·lector i determina, en funció de la connexió, les propietats tant estàtiques com dinàmiques de l'amplificador (resistència d'entrada i sortida, guany de tensió del circuit). Resistència {\displaystyle R_{4}} és la resistència de funcionament de l'amplificador i determina el punt de funcionament de l'amplificador a la característica de sortida. Resistència {\displaystyle R_{L}} resistència de funcionament de l'amplificador, és a dir, càrrega. El punt de connexió de la font de tensió d'excitació (generador de tensió) es mostra a cada circuit.

### Connexió de base comuna
Un amplificador d'unió de base comuna té:
- resistència d'entrada extremadament baixa (generalment menys de 10 kOhm) i resistència de sortida alta,
- guany actual lleugerament inferior a 1 (normalment 0,99-0,995),
- un gran guany de tensió per a un petit senyal altern, que es manté constant fins i tot a freqüències altes, de manera que els amplificadors d'alta freqüència solen funcionar en una connexió de base comuna.

### Connexió de col·lector comú
Un amplificador d'unió de col·lector comú té:
- resistència d'entrada extremadament alta (normalment 100 kOhm i més) i resistència de sortida extremadament baixa (generalment menys de 10 kOhm),
- guany de corrent gran igual al factor de guany de corrent del senyal petit {\displaystyle h_{FE}},
- guany de tensió lleugerament inferior a 1 (normalment 0,99-0,999)

### Unió d'emissor comú
L'amplificador d'unió d'emissor comú és en certa manera un entremig entre els amplificadors d'unió de base comuna i de col·lector comú i, a causa de les seves propietats, s'utilitza molt sovint en etapes d'entrada de baixa freqüència de preamplificadors i amplificadors de potència. Per a l'amplificador en connexió de l'emissor comú, els amplificadors tenen:
- mida acceptable de la resistència d'entrada (de l'ordre d'1 kOhm) i la resistència de sortida,
- amplificació de corrent alta i tensió satisfactòria per a un senyal petit dins del rang de freqüència característic de l'espectre de freqüència del senyal de to.

Els amplificadors d'un sol transistor no compleixen els requisits de reproducció de so d'alta qualitat, i els preamplificadors amb dos o més transistors s'utilitzen en tecnologia de baixa freqüència, on el mateix disseny de l'amplificador compleix tots els requisits relatius a la impedància d'entrada i sortida, distorsions no lineals i tots els altres paràmetres de l'amplificador.

## Característiques

Ample de banda de l'amplificador

Les característiques dels amplificadors, independentment de si són preamplificadors i amplificadors analògics o digitals, haurien de satisfer una sèrie de condicions bàsiques directament relacionades amb la qualitat de la reproducció del senyal de so. En primer lloc, és la linealitat de l'amplitud, és a dir, les característiques de la freqüència i, en relació amb elles, les distorsions lineals de l'amplificador. A causa de les seves capacitats de rendiment, els amplificadors no poden transmetre tots els rangs de freqüència per igual. El guany de l'amplificador (imatge de la dreta) en aquest sentit té una certa tendència a l'àrea de les freqüències més baixes i més altes. La freqüència del senyal de to a la qual el guany de l'amplificador cau en 3 s'anomena freqüència límit de l'amplificador, i el rang de freqüències entre aquestes freqüències és el rang de freqüències transferibles de l'amplificador.
Amb la condició que l'amplificador amplifiqui els senyals de to de totes les freqüències de manera uniforme, l'amplificador ha d'amplificar el senyal sense introduir cap component nou a l'espectre del senyal de to. D'una banda, hi ha senyals d'interferència, és a dir, soroll i interferències electromagnètiques no desitjades, que s'han de suprimir almenys 60 per sota del nivell nominal del senyal de to. Per a finalitats professionals, aquestes condicions són encara més estrictes, on l'aparició del processament digital i la reproducció del senyal de so ha establert nous estàndards de qualitat molt més alts. Juntament amb els senyals d'interferència, els amplificadors introdueixen en l'espectre del senyal de to alguns nous continguts que són conseqüència de la no linealitat de les característiques dels elements electrònics actius. En aquest sentit, es consideren les distorsions d'amplificador no lineals, on distingim entre distorsions harmòniques, d'intermodulació i transitòries.
Les característiques bàsiques dels diferents tipus d'amplificadors es descriuen per les seves resistències d'entrada i sortida, és a dir, les impedàncies, la velocitat de transmissió del senyal en el cas d'excitació de l'amplificador amb un senyal elèctric de la forma de la funció de pas Heaviside i, finalment, l'estabilitat de l'amplificador en condicions de càrrega capacitiva o inductiva.

## Control del guany
Tradicionalment, el control de guany dels amplificadors de baixa freqüència es realitzava amb un potenciòmetre. Els dispositius més nous també poden tenir atenuadors digitals (atenuadors de senyal) connectats a codificadors òptics per llegir el nivell de senyal desitjat.
Hi ha diversos mètodes per canviar el guany dels amplificadors d'alta freqüència. Sovint es canvia l'acoblament entre circuits oscil·ladors, utilitzant filtres i similars.

## Tipus

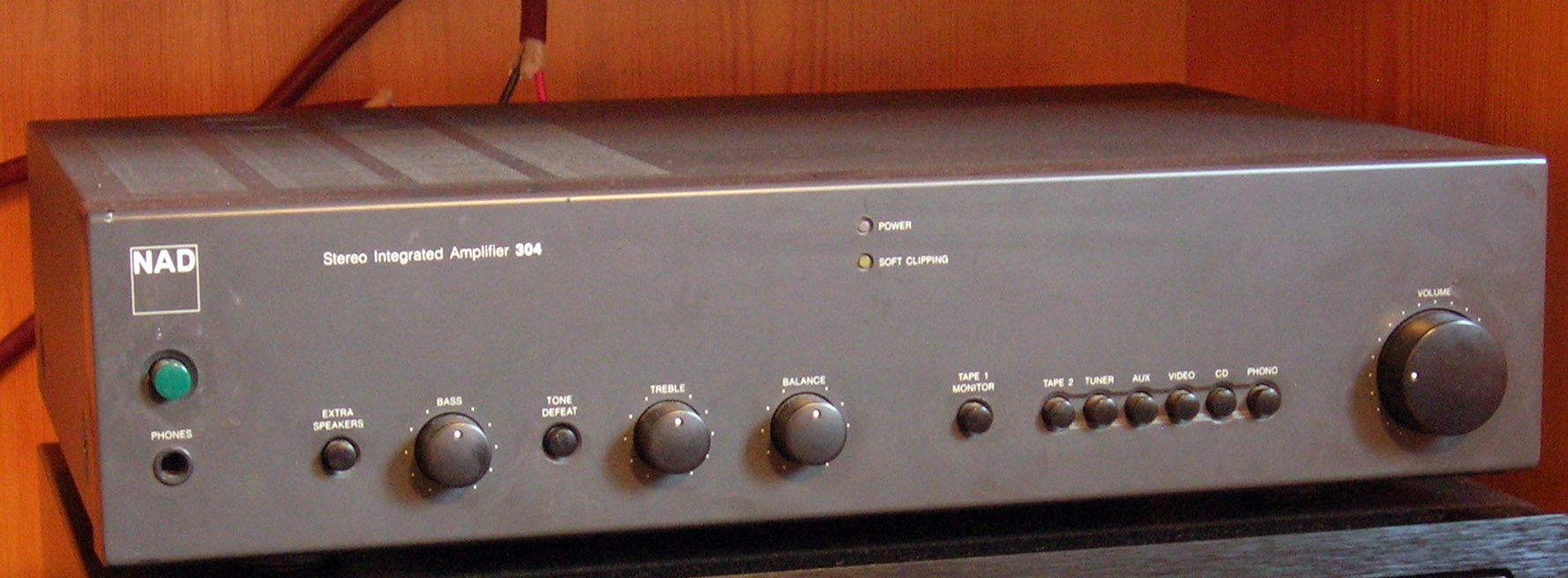
Amplificador de baixa freqüència (àudio).

En electrònica i enginyeria elèctrica, hi ha diverses divisions pel que fa als transistors.
Per la mida física que s'amplifica, un amplificador pot ser:
- Amplificador de tensió
- Potenciador de potència
- Amplificador de potència

Segons el funcionament dels components de l'amplificador, l'amplificador pot ser:
- Amplificador de classe A
- Amplificador de classe B
- Amplificador de classe C
- Amplificador de classe D
- Amplificador de classe E
- Amplificador de classe F
- Amplificador de classe G

Per components de l'amplificador actiu:
- Amplificador amb transistors bipolars
- Amplificador amb transistors d'efecte de camp
- Amplificador amb tubs electrònics
- Amplificador amb amplificadors operacionals

Per components de l'amplificador passiu:
- Amplificador amb acoblament de condensador
- Amplificador amb acoblament de transformador
- Amplificador d'acoblament directe

Per rang de freqüència per a l'amplificació:
- Amplificador de baixa freqüència
- Amplificador d'alta freqüència

Hi ha més divisions, depenent de la finalitat específica de l'amplificador.